# ASP.NET Web Matrix
Tool gratuito messo a disposizione da Microsoft per lo sviluppo in modo gratuito di applicazioni ASP.NET con il Framework 1.0 e 1.1. Abbandonato e in disuso dopo l'uscita del Framework 2.0 e delle versioni Express (completamente gratuite) di Visual Studio 2005.